# Puccinia cococlinii
Puccinia cococlinii ist eine Ständerpilzart aus der Ordnung der Rostpilze (Pucciniales). Der Pilz ist ein Endoparasit der Korbblütlergattungen Eupatorium, Alomia und Ageratum. Symptome des Befalls durch die Art sind Rostflecken und Pusteln auf den Blattoberflächen der Wirtspflanzen. Sie ist in weiten Teilen Amerikas verbreitet.

## Merkmale

### Makroskopische Merkmale
Puccinia cococlinii ist mit bloßem Auge nur anhand der auf der Oberfläche des Wirtes hervortretenden Sporenlager zu erkennen. Sie wachsen in Nestern, die als gelbliche bis braune Flecken und Pusteln auf den Blattoberflächen erscheinen.

### Mikroskopische Merkmale
Das Myzel von Puccinia cococlinii wächst wie bei allen Puccinia-Arten interzellulär und bildet Saugfäden, die in das Speichergewebe des Wirtes wachsen. Ihre Spermogonien wachsen mehrheitlich unterseitig auf den Wirtsblättern. Die beid- oder zumeist blattunterseitig wachsenden Aecien der Art sind gesellig. Ihre hellgelblichen Aeciosporen sind 23–27 × 17–21 µm groß, fast kugelig bis unregelmäßig ellipsoid und stachelwarzig. Die überwiegend blattunterseitig wachsenden Uredien des Pilzes sind zimtbraun. Die goldbraunen Uredosporen sind 22–26 × 20–24 µm groß, eiförmig bis kugelig und stachelwarzig. Die überwiegend blattunterseitig wachsenden Telien der Art sind schwarzbraun, kompakt und unbedeckt. Die tiefgoldenen bis kastanienbraunen Teliosporen sind zweizellig, in der Regel lang- bis breitellipsoid, runzlig und meist 40–48 × 28–33 µm groß. Ihre Stiele sind farblos und bis zu 150 µm lang.

## Verbreitung
Das bekannte Verbreitungsgebiet von Puccinia cococlinii reicht von Südamerika bis in die zentralen USA.

## Ökologie
Die Wirtspflanzen von Puccinia cococlinii sind Alomia microcarpa sowie Eupatorium- und Ageratum-Arten. Der Pilz ernährt sich von den im Speichergewebe der Pflanzen vorhandenen Nährstoffen, seine Sporenlager brechen später durch die Blattoberfläche und setzen Sporen frei. Die Art durchläuft einen makrozyklischen Entwicklungszyklus mit Spermogonien, Aecien, Telien und Uredien. Als autoöker Parasit macht sie keinen Wirtswechsel durch.